# Caught Up
Caught Up is een single van de Amerikaanse R&B-zanger Usher. Het is de vijfde single van het in 2004 uitgebrachte album Confessions. Deze single was minder succesvol dan zijn voorgangers, getuige de achtste plaats in de Amerikaanse hitlijst. Naast de originele versie van Caught Up bestaat er ook een remix met rapper Fabolous.

## Tracks
Engelse editie
1. "Caught Up" (Radio Edit)
2. "Caught Up" (Fabolous Remix)
3. "Caught Up" (Bimbo Jones Remix)
4. "Caught Up" (Delinquent Remix)
5. "Caught Up" (Video)

Duitse editie
1. "Caught Up" (Radio Edit)
2. "Caught Up" (Fabolous Remix)
3. "Caught Up" (Bimbo Jones Remix)
4. "Caught Up" (Delinquent Remix)

| Caught Up in de Nederlandse Top 40 - binnenkomst: 19 februari 2005 | Caught Up in de Nederlandse Top 40 - binnenkomst: 19 februari 2005 | Caught Up in de Nederlandse Top 40 - binnenkomst: 19 februari 2005 | Caught Up in de Nederlandse Top 40 - binnenkomst: 19 februari 2005 | Caught Up in de Nederlandse Top 40 - binnenkomst: 19 februari 2005 | Caught Up in de Nederlandse Top 40 - binnenkomst: 19 februari 2005 | Caught Up in de Nederlandse Top 40 - binnenkomst: 19 februari 2005 | Caught Up in de Nederlandse Top 40 - binnenkomst: 19 februari 2005 | Caught Up in de Nederlandse Top 40 - binnenkomst: 19 februari 2005 | Caught Up in de Nederlandse Top 40 - binnenkomst: 19 februari 2005 |
| Week                                                               | 1                                                                  | 2                                                                  | 3                                                                  | 4                                                                  | 5                                                                  | 6                                                                  | 7                                                                  | 8                                                                  |                                                                    |
| ------------------------------------------------------------------ | ------------------------------------------------------------------ | ------------------------------------------------------------------ | ------------------------------------------------------------------ | ------------------------------------------------------------------ | ------------------------------------------------------------------ | ------------------------------------------------------------------ | ------------------------------------------------------------------ | ------------------------------------------------------------------ | ------------------------------------------------------------------ |
| Nummer                                                             | 19                                                                 | 12                                                                 | 10                                                                 | 17                                                                 | 17                                                                 | 22                                                                 | 35                                                                 | 35                                                                 | uit                                                                |